# Буддийские соборы

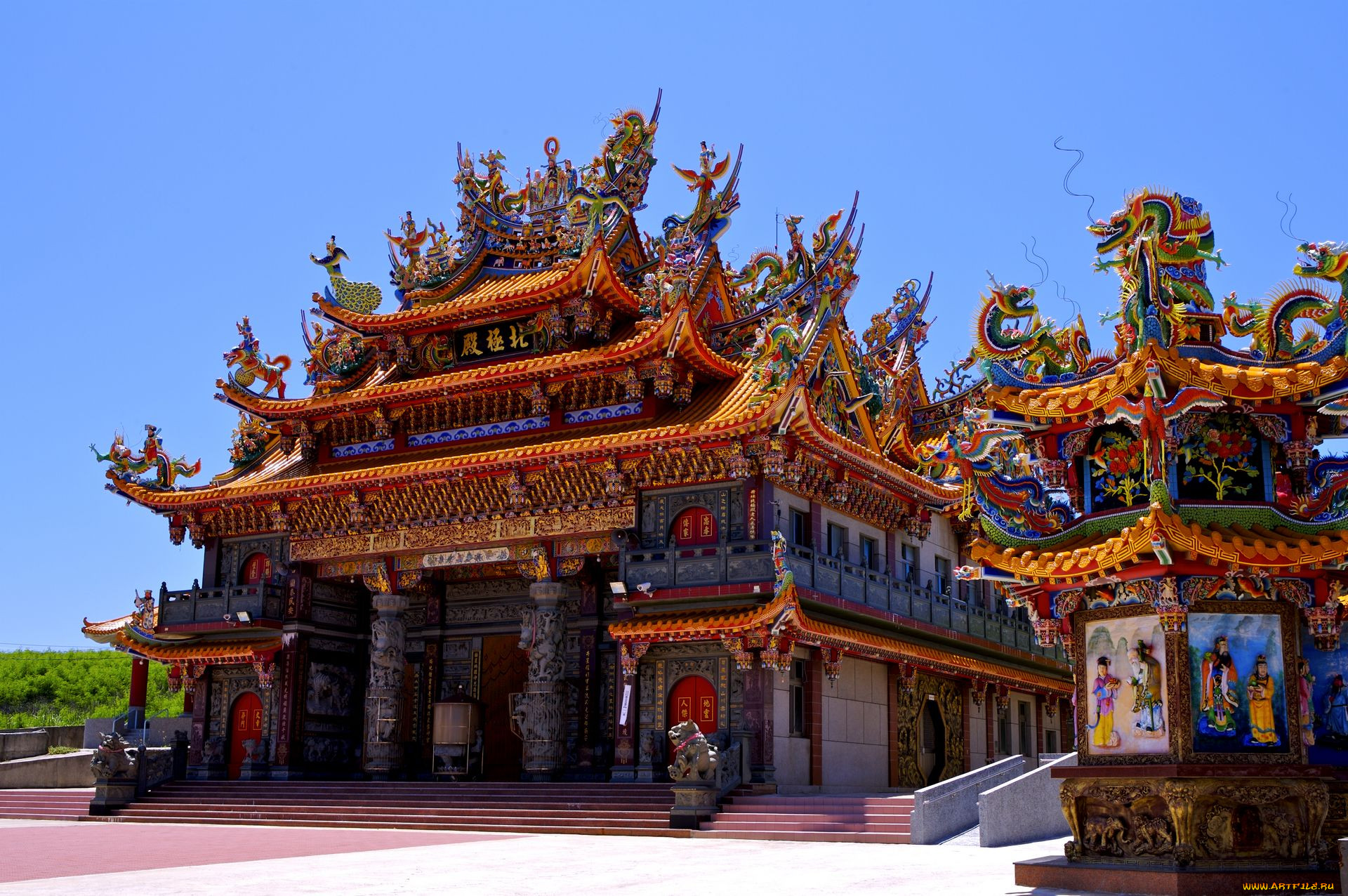
Буддийский храм

Списки и нумерация буддийских соборов варьируется между странами и даже в школах. В данной статье нумерация соответствует западным работам.

## Первый буддийский собор(около V века до н. э.)
- Первый буддийский собор был созван в следующем году после Паринирваны Будды, который был проведен в 499/8 г. до н. э. в соответствии с писаниями традиционного Тхеравады.
- Согласно комментариям, собор поддержал царь Аджаташатру (санскр. अजातशत्रु). Специально для собора царём был воздвигнут дворец в Ражгире и зал в зале возведеной Аджатасату(санскр. अजातशत्रु) недалеко от пещеры Саттапани-гуха (санскр. अजातशत्रु). Подробные сведения о Соборе можно найти в разделах Кхандхака канонических Вин.
- Под председательством старшего Махакашьяпа пятьсот монахов-арахантов собрались во время сезона дождей. Первый вопрос, который поднял Махакашьяпа, — оценка настоящего содержания «Виная», преподобного Упала и особенности монашеских правил. Этот монах хорошо подходил для выполнения задачи, так как сам Будда учил его «Винаю».
- Затем старший Махакашьяпа обратил своё внимание на Ананду, так как тот обладал авторитетными, экспертными знаниями во всех вопросах, связанных с дхармой. Ананда смог ответить точно, таким образом эта беседа встретилась единодушным одобрением сангхи. Семь месяцев потребовалось монахам для того, чтобы прочитать весь «Винай» и «Дхарму». Собор стал известен как «Панчасатика», так как в нём приняли участие пятьсот просвещенных арахантов.

Некоторые ученые отрицают, что первый собор действительно имел место. Согласно макмиллановской «Энциклопедии буддизма» (2004), «его историчность ставят под сомнение практически все буддийские ученые. Они утверждают, что хотя не исключено, что небольшая группа близких учеников Будды собралась после его смерти, сам факт проведения собора в великом стиле, описанном в священных писаниях, почти наверняка фикция».

## Второй буддийский собор(4 столетие до н. э.)
В последовавшее за паринирваной Будды и Первым буддийским собором столетие дхарма обретала все большую популярность, а монашеская сангха росла. Несмотря на то, что учение передавалось строго от старших монахов к младшим, к тому времени уже начали появляться произвольные толкования некоторых положений учения и отступления от правил «Винаи». Именно последнее обстоятельство послужило причиной для проведения Второго буддийского собора, который, по легенде, состоялся после возникновения разногласий между консервативно и либерально настроенными членами сангхи.
Особые разногласия возникли по десяти пунктам правил, в том числе по правилу отстранённости монахов от денег.
Комитет разобрал инциденты и вынес решение против монахов Ваджиптутака. Они представили это решение на ассамблее, с которым согласились все. На этом канонические писания заканчиваются.
Практически все ученые согласны, что этот, второй, собор был историческим событием.

## Третий буддийский собор(около 250 года до н. э)
В противоположность единому своду записей со второго собора, есть записи нескольких возможных «третьих соборов». Эти различные версии разъясняют отличие основной концепций одной конкретной школы от других.
В соответствии с комментариями Тхеравады и летописям, Третий буддийский собор был созван около 250 г до н. э. царём Ашокой Маурья (260 — 218 до н. э.) в Паталипутре (ныне Патна) под руководством монаха Моналипутта Тисса. Его целью было очищение буддийского движения, в частности от оппортунистических группировок, которые существовали под царским патронажем. Считается, что к моменту созыва собора в сангху проникло порядка шестидесяти тысяч аскетов, загрязнивших учение ложными, еретическими взглядами. Царь спросил у монахов, знают ли они, чему учил Будда, и они утверждали, что он учил взглядам, таким, как бессмертие и т. д., которые осуждаются в каноническом брахманизме Сутты. Он обратился к добродетели монахов, и они сказали в ответ, что Будда — «Учитель анализа» (пали: Vibhajjavādin), что подтвердил Моналипутта Тисса. Совет приступил к чтению писания ещё раз, добавляя к собственной книге каноны Моналипутты Тиссы, Катавадху, обсуждение различных буддийских взглядов, которые теперь содержатся в тхераваде «Абхидхамма Питака».
Во время Третьего собора был окончательно сформирован Палийский канон, и именно тогда он приобрел своё нынешнее разделение на три части — формализованные ранее Учение («Сутта») и Монашескую дисциплину («Виная»), а также новый раздел утонченной философии («Абхидхамма»). Собственно, с этого момента он и приобрёл название «Типитака» (пали: "Три корзины (мудрости)", по трём составным частям свода наставлений).
Кроме того, в целях распространения буддизма были направлены послы в различные страны, такие, как греческое царство на Западе (в частности, в соседнее ему Греко-Бактрианское королевство и, возможно, ещё дальше — согласно надписям, оставленным на каменных столбах Ашоки). Согласно Фраувальнеру (Фраувальнер, 1956), некоторые из этих миссионеров несли ответственность за основание школ в различных районах Индии: Майхантика был отцом Касмири Сарвастивадинс (пали: Kasmiri Sarvastivādins); Йонака Дхаммаракхита (пали: Yonaka Dhammarakkhita), возможно, был основателем школы Дхармагуптака; Махадева (санскрит: महादेव), направлен в страну Махиса, и, возможно, был основателем Махисасакас (пали: Mahisasakas), несколько преподавателей предприняли поездку в Гималаи, где они основали школу Хаймавата (пали: Haimavata), которая включала часть Кассапаготта (пали: Kassapagotta), что может быть связано с деятельностью ученика Будды Кашьяпы (пали: Кассапа). Реликвии некоторых монахов Хаймавата были раскопаны в Ведиса в центральной части Индии. Наиболее известным из миссионеров, который находится в центре внимания интерес историй Тхеравада, является Махинда, который побывал в Шри-Ланке, где он основал школу, известную как Тхеравада.
В буддийской хронике "Дипавамса" (пали: Dipavamsa), составленной монахами школы Тхеравада описан совершенно иной собор, названный «Великое изложение» (Mahāsangiti), в котором утверждается, что после поражения на втором соборе ватсипутриями (пали: Vajjiputtakas) была проведена реформа. "Дипавамса"  критикует школу Махасангити (пали: Mahasangitikas, Mahasanghikas) и описывает некоторые тексты как неканонические: [Виная]; Паривара, шесь книг Абхидхаммы, Патисамбхида, Ниддеса, часть Джатак  - в том числе гатхи (стихи) из них. (Дипавамса 76, 82)
Махасангхика, со своей стороны, описывает ситуацию по-другому: документы этой школы утверждают, что в Сарипутрапариприча (пали: Sāriputraparipriccha) была предпринята попытка необоснованного расширения старого устава «Виная». В собственной «Винае» Махасангитики запись Второго собора по существу такая же, как у других, то есть они были на одной стороне.
Совершенно различные объяснения происхождения Махасангхики можно найти в работах группы Сарвастивада. Васумитра рассказывает о споре в Паталипутре во время правления Ашоки касательно пяти еретических пунктов: у араханта могут быть ночные поллюции;  он может сомневаться;  он может быть обучен по-другому,  ему может не хватать знаний и что этот путь может быть пройден под девизом «Что страдания!». Эти же моменты обсуждаются и осуждаются в Катхаваттху (пали: Kathāvatthu) Маггалипутты Тиссы, однако упоминаний об этом соборе нет в источниках Тхеравады. Позднее Махавибхаса развивает эту тему в зловещую клеветническую кампанию против основателя Махасангхика, который назван  "Махадеой". Эта версия событий подчеркивает "чистоту" Кашмирской Сарвастивады, представители которой изображаются как архаты и подвергшиеся преследованиям со стороны сторонников Махадевы.

## Два четвёртых буддийских собора
Ко времени проведения Четвёртого буддийского собора буддизм давно раскололся на несколько разных школ. В школе Тхеравада в Тамбапини в последние века до н. э. состоялся Четвёртый буддийский собор. Если быть точнее, проходил он на острове Шри-Ланка во времена короля Ваттагамани-Абая, в месте Алока Лены, которое теперь называется Алу-Вихара. Однако следует уточнить, что анонимному местному предводителю покровительствовал не царь, так как он был твёрдым последователем школы Абаягир (представители махаяны). В действительности, одна из главных причин для совета была жестокая политика царя, которую он вел против священников Пахарпуры, придерживающихся Тхеравады, и на которых он однажды напал на Пахарпуре — многих убил, а оставшихся выдворил. Храм был разрушен, и на его месте был построен храм Махаяны. Другой важной причиной для проведения собора были нестабильная политическая ситуация в стране в связи с постоянными набегами, которые заставляли царя несколько раз отступать, а также сильный голод. Говорят, что собор был посвящён написанию Палийского канона, который ранее хранился в памяти. Не было упомянуто о том, кто проводил этот собор, ориентировочной причиной проведения которого было ухудшение статуса буддизма, а также коллективные усилия со стороны духовенства (буддийской сангхи), направленные на сохранениебуддийской Дхаммы в её чистом виде, а, следовательно, не нуждающейся в лидере (был упомянут только тот факт, что священство Пахарпуры, то есть школы Тхеравада, приняло участие в этом сборе и объединении).
По поводу Четвёртого буддийского собора, проведённого в традициях Сарвастивады, утверждается, что он был созван правителем Кушанской империи Канишкой I около 100 н. э. в Джаландхаре (пали: Jālandahara) или в Кашмире. Канишка собрал в Кашмире пятьсот бхикшу под руководством Васумитры для того, чтобы систематизировать тексты Сарвастивада-Абхидхармы, которые были переведены с ранних форм народных языков пракрита (таких, как Гандхары в сценарии Кхароштхи) на классический  санскрит. Отмечается, что в ходе работы собора из трёхсот тысяч стихов и были составлены более девяти миллионов строф, этот процесс занял двенадцать лет. Хотя Сарвастивада уже не существует в качестве независимой школы, её традиции переняли школы Махаяны.
Этот собор не преследовал цели сохранить Палийский канон (Типитаку) в оригинальном виде. Напротив, был включен ряд новых писаний, равно как и основополагающие принципы махаянской доктрины.
Профессор Этьен Ламот, буддолог, установил, что собор Канишки был фиктивным. Однако Дэвид Снэллгроув, другой известный буддолог, считает, что рассуждения о вкладе Тхеравады в Третий собор и вкладе Сарвастивады в Четвёртый собор «одинаково тенденциозны» и иллюстрируют неопределённость и отсутствие достоверных сведений касательно многих из этих историй.

## Тхеравадинский Буддистский Собор в 1871 году (Пятый буддийский собор)
Пятый буддийский собор под руководством монахов Тхеравады состоялся в Мандалае-Бирме в 1871 году во время правления короля Миндона. Собор проходил под предводительством Трёх старейшин (тхер), в нём также участвовало две тысячи четыреста монахов из Юго-Восточной Азии. Совместные чтения Дхаммы длились пять месяцев. Кроме того, работа собора заключалась в том, чтобы утвердить всю Типитаку, записанных для потомков на семьсот двадцати девяти мраморных плитах в Кутодо, Бирма в бирманской редакции. Эта грандиозная задача была проделана монахами и многими умельцами, которые после завершения каждой плиты размещали их в красивые миниатюрные питака-пагоды в специальном месте под названием «Пагода великой заслуги» у подножья горы Мандалая, где она стоит и по сей день — так называемая «Крупнейшая книга в мире».
Впоследствии, в 1900 году, высеченные в камне тексты были изданы на бумаге, составив в объёме 38 томов в 400 страниц каждый. Издание было подготовлено бирманцем армянского происхождения Филиппом Рипли (Английский язык: Philip H. Ripley) в издательстве Хантавадди Пресс (Английский язык: Hanthawaddy Press).
Пятый собор был внутрибирманским событием, и многие буддийские страны не приняли в нём участия.

## Тхеравадинский Буддистский Собор 1954  - 1956 года (Шестой буддийский собор)
Шестой собор был проведен на Каба-Ай в Рангуне (сейчас Янгон) в 1954 году, через восемьдесят три года после пятого, проведенного в Мандалае. Он был организован бирманским правительством во главе с тогдашним премьер-министром, достопочтенным У Ну. Он санкционировал строительство Маха-Пассана-Гуха, «большой пещеры» — искусственной пещеры, которая очень похожа на пещеры Саттапанни в Индии, где был проведен Первый буддийский собор. После завершения строительства пещеры собор был проведён. Дата начала  собора — 17 мая 1954. Собор продлился с 1954 по 1956 гг.
Как и в случае предыдущих соборов, его основной целью было подтвердить и сохранить подлинную Дхарму и «Винаю». В то же время собор был уникальным, поскольку монахи, которые приняли в нём участие, пришли из восьми стран. Эти две тысячи пятьсот человек, изучившие Тхераваду, были монахами из Мьянмы, Камбоджи, Индии, Лаоса, Непала, Шри-Ланки и Таиланда. В конце собрания преподобный Махаси Саядо был назначен для выполнения благородной задачи задавать необходимые вопросы о Дхамме преподобному Бхаданте Вичиттасарабхивамсе, который ответил на все из них грамотно и толково. В то время этот собор отвечал требованиям всех стран-участниц, у которых был Пали-Типитака, переведенная на их родной язык, за исключением Индии.
На традиционное произнесение буддийских писаний потребовалось два года, все редакции как Типитаки, так и  неканонические писания Тхеравады были тщательно изучены, и их различия учтены и записаны. Затем были сопоставлены необходимые поправки всех версий. Было установлено, что не было большой разницы в содержании этих текстов. Наконец, после того, как Совет официально утвердил их, все книги Трипитаки и их комментарии были подготовлены к печати на современных машинах и опубликованы  бирманским алфавитом. Это великое достижение стало возможным благодаря самоотверженным усилиям двух тысяч пятисот монахов и большого числа мирян. Их работа подошла к концу вечером в весеннем месяце  Весак, 24 мая 1956 года, ровно через две с половиной тысячи лет после Паринирваны Будды, в соответствии с традиционными воззрениями Тхеравады.